# Кирево
Кирево, Кирева — исчезнувшая деревня на территории современной Полновской волости Гдовского района Псковской области; до революции — Спицинской волости Гдовского уезда Санкт-Петербургской губернии.

## История
Народное предание гласит, что в древности эти земли принадлежали некоему Борису, у которого было четыре сына: Михаил, Кирилл, Григорий и Самуил. По отцу эта местность была названа Борисовым полем, а от имён его сыновей — образовавшиеся здесь деревни: Мишина Гора, Кирево, Грихновщина и Самуйликово.
На карте атласа Санкт-Петербургской губернии 1863 года — Кирева.
В марте 1867 в Мишиной Горе, центре православного церковного прихода, начали строить церковь, которую освятили в честь святой Троицы. К приходу церкви были причислены следующие деревни: Мишина Гора, Кирево, Грихновщина, Самуиликово, Журавово, Малинница, Лядинки, Большой Хатраж, Малый Хатраж и Пеньково.
На послевоенных картах (с 1949 года) Мишина Гора, Кирево, Грихновщина и Самуйликово обозначались под одним названием — деревня Борисово.
Официально деревня Кирево а снята с учёта в 1971 году.
В настоящее время все селения бывшего Борисова поля опустели.